# Majá Vidiá

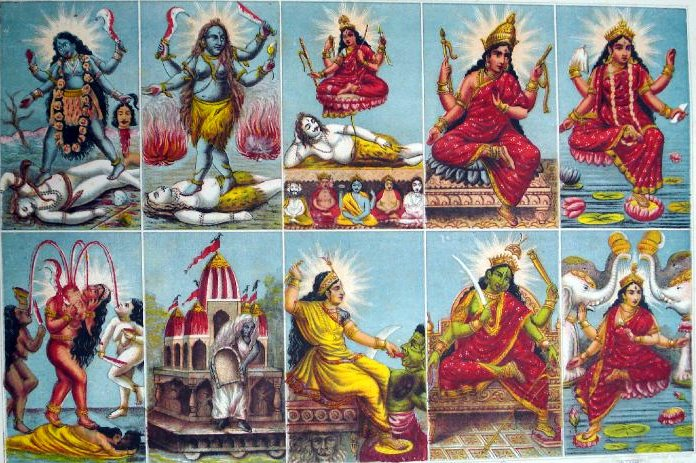
Las diez Majávidias, expansiones de la diosa madre Deví. Cada imagen está identificada con una inscripción en bengalí: Kali, Tara, Shodashi, Bhuvanésuari, Bhairavi, Chinamasta, Dhumavati, Bagalamukhi, Matangui y Kámala.

En el marco del shivaísmo, las Majá Vidiá (‘grandes sabidurías’) son diferentes aspectos de la diosa madre Deví (la consorte del dios Shivá).
Las diez Majá Vidiás son conocidas como diosas de la sabiduría.
El espectro de estas diosas cubre el rango que va, desde las diosas más terroríficas hasta la belleza sobrehumana.
El nombre majá vidiá se compone de la palabra mahā: ‘grande’ y vidiā: ‘sabiduría’ (parecido a gñāna: conocimiento).
Según el Markandeia-purana es otro nombre de la diosa Durgā.

## Diez diosas
En la tradición tántrica, se identifican como:
- Kali (‘negra’)
- Tara (‘estrella’)
- Bhuvaneshwarí (‘señora del mundo’)
- Bhairavī
- Dhumávati (que echa humo, llena de humo)
- Chinná Masta, o Chinnámastakā (‘cabeza cortada’, decapitada)
- Matangui
- Bagalamukhi o Bagala Mukhi
- Kamalátmika
- Tripura Sundari (la hermosa de las tres ciudades)

El Bhágavata-purana y el Brija-dharma-purana sugieren una lista algo diferente de las diez Majá Vidiás:
- Kali
- Tara
- Bhuvanésuari
- Bhairavi
- Dhumávati
- Chinamasta
- Matangui
- Bagala
- Kámala
- Sodasí (‘que tiene dieciséis partes’)

El Gujiati Gujia Tantra asocia las diez Majá Vidiás con los diez avatares del dios Visnú, pero sostiene que en realidad son las Majá Vidiás la fuente de esos avatares de Visnú.
A todas las formas de esta diosa, tanto las más amables como las más terribles, se les rinde culto como la Madre Universal.

## Otra Majávidiá
En el Visnú-purana (primeros siglos de la era común), los hinduistas se apropiaron de esta diosa shivaísta y la convirtieron en una mera expansión de la diosa Laksmí (la consorte del dios Visnú).